# Orthetrum guineense
Orthetrum guineense är en trollsländeart som beskrevs av Friedrich Ris 1910. Orthetrum guineense ingår i släktet Orthetrum och familjen segeltrollsländor. IUCN kategoriserar arten globalt som livskraftig. Inga underarter finns listade i Catalogue of Life.